# Ruletă (curbă)
În geometria diferențială a curbelor, o ruletă este conceptul general din spatele cicloidelor, epiciloidelor, hipocicloidelor și evolventelor. Fie două curbe și un punct fix, numit generator sau pol, în relație cu prima curbă. Dacă prima curbă se rostogolește de-a lungul celei de-a doua, atunci generatorul trasează o curbă, care se numește ruletă.
În planul complex, se consideră parametrizările {\displaystyle r,f:\mathbb {R} \to \mathbb {C} } astfel încât {\displaystyle |r'(t)|=|f'(t)|\neq 0} pentru orice t. Ruleta cu {\displaystyle p\in \mathbb {C} } în timp ce r este rostogolit pe f este atunci
{\displaystyle t\mapsto f(t)+(p-r(t)){f'(t) \over r'(t)}.}
Ruletele pot fi imaginate și în spații mai mari, dar trebuie aliniate mai multe decât tangentele.
O ruletă Sturm trasează centrul unei secțiuni conice în timp ce secțiunea se rostogolește pe o linie. 
O ruletă Delaunay trasează focarul unei secțiuni conice în timp ce secțiunea se rostogolește pe o linie. Arhivat în 25 martie 2007, la Wayback Machine.

## Exemplu
Dacă avem curba fixă în poziție catenară și curba care se rostogolește este o linie, obținem:
{\displaystyle f(t)=t+i\cosh(t),\qquad f'(t)=1+i\sinh(t),\,}
{\displaystyle r(t)=\sinh(t),\qquad r'(t)=\cosh(t),\,}
{\displaystyle f(t)+(p-r(t)){f'(t) \over r'(t)}=t+{p-\sinh(t)+i(1+p\sinh(t)) \over \cosh(t)}.}
Dacă p = −i, expresia este reală și ruleta este o linie orizontală. Cu alte cuvinte, o roată pătrată s-ar putea rostogoli fără să sară pe o stradă care este o serie de arce catenare potrivite.